# Giuseppe Vasi
Giuseppe Vasi (Corleone, 27 d'agost de 1710 - Roma 16 d'abril de 1782), va ser un gravador, arquitecte i vedutista italià del segle xviii.
Va néixer a Corleone, a l'illa de Sicília, i es va traslladar més tard a Roma. Entre 1746 i 1761 va publicar una sèrie de deu volums que incloïen 240 gravats amb vedutas de Roma. Entre els seus pupils es troba Giovanni Battista Piranesi.

## Obra
Els llibres de Vasi, obra es pot denominar com una guia de viatge a través dels monuments de Roma, van ser organitzades temàticament: 
- Llibre I - Le Porte e le Mura di Roma - 1747
- Llibre II - Le Piazze principali con obelischi, colonne ed altri ornamenti - 1752
- Llibre III - Le Basiliche e Chiese antiche - 1753
- Llibre IV - I Palazzi e le vie più celebri - 1754
- Llibre V - I Ponti e gli edifici sul Tevere - 1754
- Llibre VI - Le Chiese parrocchiali - 1756
- Llibre VII - I Conventi e case dei chierici regolari - 1756
- Llibre VIII - I Monasterj e conservatori di donne - 1758
- Llibre IX - I Collegi, Spedali e luoghi pii - 1759
- Llibre X - Le Ville e giardini più rimarchevoli - 1761